# Арлагуль (озеро, Курганская область)
Арлагуль — слабосолёное озеро, расположенное на территории Тобол-Ишимского междуречья, в Лебяжьевском районе Курганской области, к запад-северо-западу от озера Суерское.

## Общие сведения
Площадь озера составляет 15,3 км². Высота над уровнем моря — 116 м. Длина озера около 5,3 км, ширина в центральной части достигает 3,5 км.

## Описание
Водоём имеет форму полукруга. Береговая линия ровная, берега низкие. На севере впадают два небольших ручья. Острова отсутствуют. Растительность водоёма представлена небольшими камышовыми зарослями. Берега покрыты пастбищами и лугами, с юго-востока подступает лесная полоса. Регулярного стока озеро не имеет, относится к бассейну реки Суерь. На берегу расположены населённые пункты: Малый Арлагуль, Красная Горка, Прилогино. К юго-западу от озера проходит автодорога.
В озере обитают карась серебряный, окунь, сазан, золотой карась, пелядь.